# 白俄罗斯社会民主党（大会）
白俄罗斯社会民主党（大会）（羅馬化：Bielaruskaja sacyjal-demakratyčnaja partyja (Hramada)，羅馬化：Belarusskaya Social-Demokraticheskaya Partiya (Hromada)）是白俄罗斯的一个非法的社会民主主义政党。该党成立于2005年6月25日，创始成员来自白俄罗斯社会民主党（人民大会）和白俄罗斯劳动党。2023年9月20日，该党被白俄罗斯最高法院取缔。该党反对亚历山大·卢卡申科政权。该党是进步联盟的参加者和欧洲社会党的观察员。